# Thiéville
Thiéville és un municipi francès situat al departament de Calvados i a la regió de Normandia. L'any 2007 tenia 306 habitants.

## Demografia

### Població
El 2007 la població de fet de Thiéville era de 306 persones. Hi havia 109 famílies de les quals 27 eren unipersonals (8 homes vivint sols i 19 dones vivint soles), 31 parelles sense fills, 43 parelles amb fills i 8 famílies monoparentals amb fills.
La població ha evolucionat segons el següent gràfic:
Habitants censats

### Habitatges
El 2007 hi havia 129 habitatges, 117 eren l'habitatge principal de la família, 7 eren segones residències i 5 estaven desocupats. 122 eren cases i 6 eren apartaments. Dels 117 habitatges principals, 98 estaven ocupats pels seus propietaris, 18 estaven llogats i ocupats pels llogaters i 1 estava cedit a títol gratuït; 19 tenien tres cambres, 40 en tenien quatre i 57 en tenien cinc o més. 82 habitatges disposaven pel capbaix d'una plaça de pàrquing. A 44 habitatges hi havia un automòbil i a 65 n'hi havia dos o més.

### Piràmide de població
La piràmide de població per edats i sexe el 2009 era:
| Homes | Edats   | Dones |
| ----- | ------- | ----- |
| 0     | 95 o +  | 0     |
| 0     | 90 a 94 | 8     |
| 0     | 85 a 89 | 4     |
| 0     | 80 a 84 | 0     |
| 0     | 75 a 79 | 0     |
| 4     | 70 a 74 | 8     |
| 16    | 65 a 69 | 4     |
| 4     | 60 a 64 | 8     |
| 16    | 55 a 59 | 12    |
| 4     | 50 a 54 | 8     |
| 8     | 45 a 49 | 8     |
| 4     | 40 a 44 | 4     |
| 20    | 35 a 39 | 8     |
| 12    | 30 a 34 | 12    |
| 12    | 25 a 29 | 8     |
| 12    | 20 a 24 | 4     |
| 4     | 15 a 19 | 12    |
| 12    | 10 a 14 | 8     |
| 8     | 5 a 9   | 4     |
| 20    | 0 a 4   | 8     |

## Economia
El 2007 la població en edat de treballar era de 192 persones, 148 eren actives i 44 eren inactives. De les 148 persones actives 138 estaven ocupades (75 homes i 63 dones) i 10 estaven aturades (6 homes i 4 dones). De les 44 persones inactives 12 estaven jubilades, 15 estaven estudiant i 17 estaven classificades com a «altres inactius».

### Ingressos
El 2009 a Thiéville hi havia 119 unitats fiscals que integraven 327 persones, la mediana anual d'ingressos fiscals per persona era de 17.111 €.

### Activitats econòmiques
Dels 6 establiments que hi havia el 2007, 1 era d'una empresa extractiva, 1 d'una empresa de fabricació de material elèctric, 3 d'empreses de construcció i 1 d'una empresa de comerç i reparació d'automòbils.
Dels 4 establiments de servei als particulars que hi havia el 2009, 1 era un taller de reparació d'automòbils i de material agrícola, 1 fusteria, 1 lampisteria i 1 electricista.
L'any 2000 a Thiéville hi havia 5 explotacions agrícoles.

## Poblacions més properes
El següent diagrama mostra les poblacions més properes.